# Tiexi (Shenyang)
Tiexi (chinesisch 铁西区, Pinyin Tiěxī Qū) ist ein Stadtbezirk der Unterprovinzstadt Shenyang im Norden der chinesischen Provinz Liaoning. Er hat eine Fläche von 468,6 km² und zählt 1.335.935 Einwohner (Stand: Zensus 2020).

## Administrative Gliederung
Auf Gemeindeebene setzt sich Tiexi aus 18 Straßenvierteln, zwei Großgemeinden und einem Erschließungsgebiet zusammen. Diese sind:
| Straßenviertel Dugong (笃工街道), Regierungssitz des Stadtbezirks; Straßenviertel Baogong (保工街道); Straßenviertel Dapan (大潘街道); Straßenviertel Daqing der Chinesisch-Koreanischen Freundschaft (大青中朝友谊街道); Straßenviertel Gongrencun (工人村街道); Straßenviertel Guihe (贵和街道); Straßenviertel Jihong (霁虹街道); Straßenviertel Kunminghu (昆明湖街道); Straßenviertel Lingkong (凌空街道); Straßenviertel Qigong (启工街道); Straßenviertel Qilu (七路街道); | Straßenviertel Xinggong (兴工街道); Straßenviertel Xinghua (兴华街道); Straßenviertel Xingshun (兴顺街道); Straßenviertel Xisanhuan (西三环街道); Straßenviertel Yanfen (艳粉街道); Straßenviertel Zhaijia (翟家街道); Straßenviertel Zhonggong (重工街道); Großgemeinde Gaohua (高花镇); Großgemeinde Pengyizhan (彭驿站镇); Wirtschaftlich-Technisches Erschließungsgebiet der Stadt Shenyang (沈阳市经济技术开发区). |